# Жалоба (фильм)
«Жалоба» — советский фильм 1986 года режиссёра Тимура Золоева.

## Сюжет
Во время сложной операции в одной из ведущих клиник погибает пациент. Его родственники подают жалобу в областную прокуратуру. В летальном исходе обвиняют ведущего хирурга клиники доктора Марчука. Помощник прокурора Кливцова, расследуя дело, убеждается в том, что Марчук — талантливый торакальный хирург, а высокий процент смертности после его операций объясняется тем, что он лечит самых безнадежных больных, в борьбе за их жизнь используя каждый шанс. Но если обвинения с Марчука снять, то как же быть с его коллегами, избегающими работы с тяжелыми больными — тогда их следует обвинять в профнепригодности…

## В ролях
- Юозас Киселюс — Евгений Дмитриевич Марчук, хирург, заведующий кафедрой мединститута
- Марина Старых — Маргарита Георгиевна Кливцова, помощник областного прокурора
- Ирина Мирошниченко — Светлана Сергеевна Долинина, журналистка
- Ольга Кузнецова — Вера, гимнастка
- Юрий Шлыков — Лев Владимирович Фомичёв, начмед клиники
- Николай Гринько — областной прокурор
- Леонардас Зельчюс — патологоанатом
- Александр Денисенко — Александр Куреневич, молодой хирург
- Анатолий Барчук — Михаил Лукич Барский, главный хирург области
- Галина Долгозвяга — Ольга Трофимовна, старшая медсестра
- Эммануил Виторган — Юрий Смирнов, журналист, главный редактор, старый друг Марчука
- Галина Дашевская — Анна Дмитриевна, мать Лидочки
- Лариса Дмитриева — Ира
- Иван Мацкевич — муж
- Эльвира Хомюк — медсестра